# Thảm sát Nam Ngạn
Thảm sát Nam Ngạn là một tội ác chiến tranh do quân đội Mỹ tiến hành tại Việt Nam vào ngày 14 tháng 6 năm 1972 tại đoạn đê sông Mã từ Nam Ngạn đến Hàm Rồng trong cuộc chiến tranh giữa Mỹ và Việt Nam. Quân đội Mỹ đã sử dụng máy bay A7 để ném bom bờ sông khi có khoảng 2000 dân công đang thực hiện việc đắp đê ngăn lũ. Theo báo Ngày Nay thì có 67 người chết tại chỗ.